# Усури
Усу́ри (на руски: Уссури; на китайски: 乌苏里江) е река в Азиатската част на Русия, Далечния Изток, Приморски край и Хабаровски край и Китай, провинция Хъйлундзян, десен приток на Амур. Дължината ѝ е 588 km, а с дясната съставяща я река Улахе 897 km, от които 450 km по границата между Русия и Китай.

## Географска характеристика

### Извор, течение, устие
Според Държавния воден регистър на Русия (Государственном водном реестре) река Усури се образува от сливането на двете съставящи я реки Даубихе (Арсеневка, 190 km, лява съставяща) и Улахе (309 km, дясна съставяща) водещи началото си от южната част на планината Сихоте Алин, на 96 m н.в., на 2 km северно от село Белцово, в южната част на Приморски край. Сега за начало на реката офециално се смята изворът на река Улахе, намиращ се на 1682 m н.в., в източното подножие на масива Облачная, в южната част на планината Сихоте Алин, Приморски край, като по този начин дължината на реката става 897 km.
Горното течение на Усури се простира до село Загорное (при 612 km), където реката излиза от планината Сихоте Алин и навлиза в Приханкайската низина. В този участък от 285 km Усури е типична планинска и полупланинска река с бързо течение, сравнително тясна и дълбока спрямо околния терен долина. Тук се редуват долинни разширения, в които реката се разлива, меандрира, дели се на ръкави и има ясно изразена заливна тераса и планински стеснения. В Приханкайската низина долината на Усури става широка и плитка, с обширна двустранна заливна тераса, по която реката силно меандрира, дели се на ръкави с острови между тях. На 10 km северно от град Лесозаводск, Приморски край, при 450 km, отляво в Усури се влива граничната река Сунгача и оттук до устието си по фарватера на Усури преминава участък от държавната граница между Русия и Китай. В този участък реката още по-силно меандрира, дели се на ръкави с острови между тях (най-голям остров Димански (Чженбао). След устието на река Бикин (при 214 km, десен приток) долината на Усури става асиметрична, като левият ѝ склон е стръмен и близко до течението на реката, а десният (китайският) е плосък, с обширна заливна тераса. След устието на най-големия си приток Наулихе (ляв) Усури навлиза в Средноамурската низина и тук долината и става много широка, плоска с обширна двустранна заливна тераса. При село Казакевичево, Хабаровски край Усури се слива с идващия отляво амурски ръкав Казакевич и образуват Амурския ръкав (проток), който от своя страна след 39 km се влива отдясно в река Амур при град Хабаровск, на 30 m н.в.

### Водосборен басейн
Водосборният басейн на Усури има площ от 193 хил. km2, което представлява 10,4% от водосборния басейн на река Амур и се простира в северната, централна и южна част на Приморски край (около 70% от територията на края), най-южните части на Хабаровски край и крайните североизточни части на провинция Хъйлундзян в Китай. Основната част от водосборния басейн на реката обхваща централните, южните и западни части на планината Сихоте Алин с надморска височина между 1400 и 1800 m, североизточните части на Източно-Манджурските планини с надморска височина 600 – 700 m, цялата Приханкайска низина и южната част от Средноамурската низина.
Основните фактори, определящи климата във водосборния басейн на Усури са географското му положение между континента Азия и Тихия океан, сложния геоложки и геоморфоложки строеж и мусонния характер на атмосферната циркулация. Като цяло климатът в басейна на реката е мусонен: средна януарска температура – -18 °C, средна юлска – +20 °C. Годишната сума на валежите е от 600 – 700 mm в равнинните части до 1000 mm в планинските и падат предимно под формата на дъжд през летния сезон (около 80% от общата сума на валежите).
Водосборният басейн на Усури граничи със следните водосборни басейни:
- на запад, северозапад и север – водосборните басейни на реките Сунгари, Сита, Немта, Анюй и други по-малки, десни притоци на Амур;
- на изток, югоизток и юг – водосборните басейни на реките Тумнин, Самарга, Раздолная и други по-малки, вливащи се в Японско море.

Река Усури получава множество притоци с дължина над 10 km, като 13 от тях са с дължина над 100 km.
- 698 ← Павловка (Фудзин) 131 / 3360, Русия
- 662 ← Журавльовка (ното) 114 / 5000, Русия
- 588 → Арсеневка (Даубихе) 190 / 7060, Русия
- 450 → Сунгача 212 / 21 000, на границата между Русия и Китай
- → Мулинхе 577 / 18 500, Китай
- 357 ← Голяма Усурка (Иман) 440 / 29 600, Русия
- → Цихулинхе, Китай
- → Абуцинхе, Китай
- 214 ← Бикин 560 / 22 300, Русия
- → Наолихе 596 / ?, Китай
- 72 ← Подхоренок 112 / 2810, Русия
- 65 ← Хор 453 / 24 700, Русия
- 32 ← Кия 173 / 1290, Русия

### Хидрографски показатели
Подхранването на реката е предимно дъждовно. Характерно е слабо пролетно пълноводие и епизодични големи летни прииждания в резултат на поройни дъждове, които многократно превишават пролетното пълноводие и които водят до катастрофални наводнения. През пролетно-летния сезон (април – септември) преминава около 80% от годишния отток на Усури, през есенния сезон (октомври – ноември) – от 10 до 15%, а през зимния (декември – март) – от 2 до 5%. Среден годишен отток в средното течение 230 m3/s, в долното – 1150 m3/s, което като обем се равнява на 36,295 km3. Усури замръзва през декември, а се размразява през март.

## Населени места и стопанско значение
По течението на Усури и нейната долина има много населени места:
- Русия
  - Приморски край – градове: Лесозаводск и Далнереченск; селище от градски тип: Кировский (районен център) и Горние Ключи; села: Чугуевка (районен център) и други
  - Хабаровски край – 13 села
- Китай – град Жаохе и около 20 села.

Водите на Усури основно се използват за водоснабдяване на околоните населени места. Реката е плавателна на 455 km от устието си, до град Лесозаводск, а нагоре се използва за транспортиране на дървен материал със салове. В отделни участъци по долината на реката преминава част от трасето на Транссибирската железопътна линия Москва – Владивосток.

## Откриване и изследване
През 1644 г. по време на първото плаване надолу по течението на Амур руският първопороходец Василий Поярков открива устието на реката. През 1651 г. друг руски казак-първопроходец Ерофей Хабаров се запознава с част от долното течение на Усури и в неговото устие основа руска крепост, която в последстие прераства в днешния голям град Хабаровск. През 1858 – 59 г. смесена руско-китайска държавна комисия, възглавявана от руския топограф Константин Будогоски извършва демаркация на руско-китайската граница по фарватера на реката. Същата година (1859) руският естественик от немски произход Ричард Карлович Маак извършва първите научни изследвания по долното течение на Усури. През 1860 – 62 г. руският топограф Алексей Будишчев на базата на топографски и геодезически измервания извършва първото картиране на цялото течение на реката. През 1867 – 69 известният по-късно със своите експедиции в Западен Китай руски учен и пътешественик Николай Пржевалски извършва комплексни физикогеографски изследвания и топографски измервания в целия басейн на Усури. През 1969 г. в резултат на голямо прииждане на реката се разгаря руско-китайски конфликт за остров Дамански (Чженбао). На 19 май 1991 г. след сключване на договор между двете страни островът е предаден на Китай.